# 民用航空局
交通部民用航空局（こうつうぶ-みんようこうきゅうきょく、略称：民航局）は中華民国（台湾）民間航空業務を統括する公的最高機関。交通部の管轄下に置かれる。航空事故調査に関する業務権限は飛航安全調査委員会に属する。局庁舎は台北松山空港に隣接する。

## 業務内容
民航局の業務内容は下記の通り：
- 民間航空業務の計画、監督、調査、指導（台湾航空会社の監督業務、乗務員の訓練管理等）
- 民間航空業務の国際協力業務。
- 民間空港、航空設備の計画及び建設。
- 航空関連機材及び部品の検査認証業務。
- その他民間航空業務に関する内容。

## 沿革
- 1919年、前身である航空主管官署が航空業務の監督を開始。
- 1929年、民間航空業務が交通部に移管。
- 1947年1月20日、民用航空局が成立。（業務・航路・空港、安全、秘書の5処、会計・人事の2室を設置）
- 1972年、組織条例の定。
- 1987年、「航空開放」政策の実施、航空業務が民間に開放される。
- 1998年6月、組織条例改定。航空事故調査権限が飛航安全調査委員会に移管。

## 組織
- 局内部門
  - 企画組
  - 空運組
  - 飛行標準組
  - 飛行管制組
  - 空港管理小組
  - 空港組
  - 供応組
  - 資料室
  - 秘書室
  - 人事室
  - 会計室
  - 政風室
- 任務編成部門
  - 機場拡張建設処
  - 桃園航空客貨運園区開発センター
  - 飛航管制聯合協調センター
- 指揮監督部門
  - 航空警察局
  - 航空医務中心

- 付属機関
  - 台北松山空港
  - 高雄国際空港
  - 花蓮空港
  - 台東空港
  - 馬公空港
  - 金門空港
  - 台南空港
  - 台中空港
  - 嘉義空港
  - 七美空港
  - 望安空港
  - 蘭嶼空港
  - 緑島空港
  - 南竿空港
  - 北竿空港
  - 屏東空港
  - 恒春空港
  - 飛航服務総台
  - 民航人員訓練所